# Густав Гартенек
Густав Гартенек (нім. Gustav Harteneck; 27 липня 1892, Ландау — 7 лютого 1984, Пуллах) — німецький воєначальник, генерал кінноти вермахту. Кавалер Лицарського хреста Залізного хреста.

## Біографія
В 1912 році розпочав вивчення медицини в Мюнхені. 7 квітня 1914 року вступив добровольцем в армію. Учасник Першої світової війни, воював на різних фронтах, включаючи Україну. В 1919 році брав участь у придушенні Баварської Радянської Республіки. Після демобілізації армії залишений в рейхсвері. З 26 серпня 1939 року — 1-й офіцер Генштабу 1-ї армії. З 10 листопада 1940 року — начальник Генштабу 27-го армійського корпусу, з 26 жовтня 1941 року — 2-ї армії. З 13 лютого 1944 року відповідав за реорганізацію піхотної дивізії «Генеральна губернія», а після її інтеграції в 72-гу піхотну дивізію 25 березня призначений командиром дивізії. З 22 червня 1944 року — командир 1-го кавалерійського корпусу. 8 травня 1945 року взятий в полон британськими військами. В 1947 році звільнений і влаштувався на роботу в науковий інститут Мюнхена, де зрештою очолив літературний відділ. В 1962 році вийшов на пенсію.

## Нагороди
- Залізний хрест 2-го і 1-го класу
- Орден «За заслуги» (Баварія) 4-го класу
- Хрест «За військові заслуги» (Австро-Угорщина) 3-го класу з мечами
- Почесний хрест ветерана війни з мечами
- Медаль «За вислугу років у Вермахті» 4-го, 3-го, 2-го і 1-го класу (25 років)
- Застібка до Залізного хреста 2-го і 1-го класу
- Німецький хрест в золоті (20 березня 1942)
- Медаль «За зимову кампанію на Сході 1941/42»
- Лицарський хрест Залізного хреста (21 вересня 1944)